# Hannah Simone
Hannah Simone (sinh ngày 3 tháng 8 năm 1980) là một nữ diễn viên người Canada gốc Ấn Độ.

## Thời thơ ấu
Simone được sinh ra trong một gia đình có bố là người Ấn Độ và mẹ là người Anh gốc Đức, Ý.

## Danh sách phim

### Điện ảnh
| Năm  | Tên                   | Vai           | Ghi chú   |
| ---- | --------------------- | ------------- | --------- |
| 2011 | Sati Shaves Her Head  | Nikki         | Phim ngắn |
| 2013 | Oldboy                | Stephanie Lee |           |
| 2015 | Miss India America    | Sonia Nielson |           |
| 2015 | Lemonade              | Tasha         |           |
| 2016 | Flock of Dudes        | Beth          |           |
| 2016 | Folk Hero & Funny Guy | Emily         |           |
| 2016 | Odd Squad: The Movie  | Weird Emily   |           |
| 2017 | Band Aid              | Grace         |           |
| 2017 | Killing Gunther       | Sanaa         |           |

### Truyền hình
| Năm       | Tên                        | Vai                         | Ghi chú                                                                 |
| --------- | -------------------------- | --------------------------- | ----------------------------------------------------------------------- |
| 2005      | Kevin Hill                 | Larissa                     | Tập: "Only Sixteen"                                                     |
| 2005      | Kojak                      |                             | 2 tập                                                                   |
| 2006      | Beautiful People           | Customer Fix Café           | Tập: "A Tale of Two Parties"                                            |
| 2009–2010 | WCG Ultimate Gamer         | MC                          | 2 mùa                                                                   |
| 2011–2018 | New Girl                   | Cece                        | Vai chính; 7 mùa Teen Choice Awards Choice TV Breakout Performance — Nữ |
| 2012      | H+: The Digital Series     | Leena Param                 |                                                                         |
| 2013      | 1600 Penn                  | Princess Abigail of Andorra | Tập: "Bursting the Bubble"                                              |
| 2013      | So You Think You Can Dance | Giám khảo khách mời         | Tập: "Las Vegas Callbacks"                                              |
| 2013      | Hot Package                |                             | Tập: "Pilot"                                                            |
| 2017      | Kicking & Screaming        | MC                          |                                                                         |